# Gabriella Cilmi
Gabriella Lucia Cilmi (Melbourne, 10 ottobre 1991) è una cantante australiana con cittadinanza italiana, esordiente a 16 anni nel 2008 con l'album Lessons to Be Learned, grazie al quale riscosse successo internazionale tramite uno dei singoli tratti da tale lavoro, Sweet About Me. Al 2023 ha pubblicato tre album, il più recente nel 2013.

## Biografia

### Gli esordi

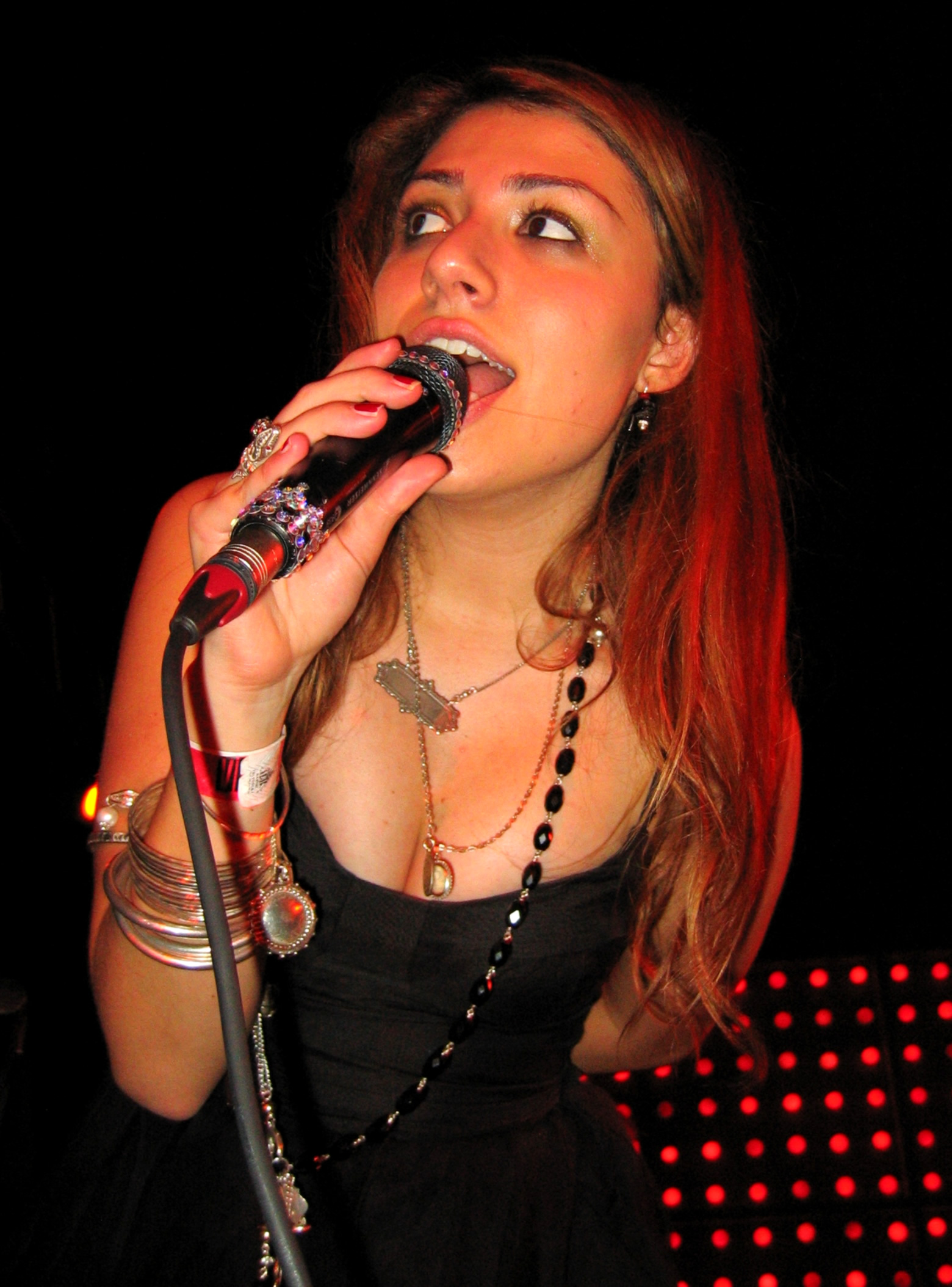
Gabriella Cilmi nel novembre 2008.

Gabriella è nata a Melbourne (Victoria) in una famiglia di origine calabrese e arbëreshë (la minoranza di lingua albanese della Calabria).
Sin da bambina ha mostrato un vivo interesse per una vasta gamma di stili musicali differenti, da Nina Simone ai Led Zeppelin, da Janis Joplin agli Sweet, dai T. Rex a Cat Stevens e ha esordito nel mondo della musica come componente di un gruppo dedito prevalentemente alle cover dei Led Zeppelin, Jet, Silverchair e Kings of Leon. Contemporaneamente ha registrato anche canzoni originali collaborando con gli autori/produttori Barbara e Adrian Hannan della SongStore.
Nel 2004 è stata notata da Michael Parisi, funzionario della Warner Music, grazie ad una versione improvvisata del classico dei Rolling Stones, Jumping Jack Flash al Lygon Street Festa, un festival a Melbourne. All'età di tredici anni ha ottenuto un contratto con la Island Records di Chris Blackwell.
La carriera musicale della cantautrice è cominciata nel 2005 con l'incisione di due tracce per la colonna sonora del film Hating Alison Ashley, intitolate Don't Tell Me e Sorry, e scritte dalla stessa Cilmi insieme a Barbara e Adrian Hannan. Successivamente ha aperto i tour delle Sugababes e di Mutya Buena, con le quali condivide lo stesso manager.

### Lessons to Be Learned, il primo album
Nel dicembre del 2007 ha inciso la canzone Sanctuary per la colonna sonora del film St. Trinian's, mentre nei primi mesi del 2008 ha invece inciso una cover del brano Echo Beach dei Martha and the Muffins. Nello stesso periodo ha aperto i tour di Rufus Wainwright, di James Blunt e dei Nouvelle Vague.
Nel marzo dello stesso anno la Island ha pubblicato in Regno Unito il suo singolo di debutto, Sweet About Me, seguito, il 31 marzo dello stesso anno, dall'album di debutto, Lessons to Be Learned, scritto e prodotto con la collaborazione della squadra di produzione Xenomania. Le due pubblicazioni hanno riscosso un ottimo successo in Regno Unito, raggiungendo rispettivamente la sesta e l'ottava posizione delle rispettive classifiche.
Nei mesi successivi, il singolo Sweet About Me è stato diffuso nel resto d'Europa diventando un successo nelle classifiche raggiungendo la prima posizione in alcune classifiche tra cui quelle di Australia e Paesi Bassi. Contemporaneamente è avvenuta anche la pubblicazione europea dell'album, che ha ottenuto buone posizioni in classifica raggiungendo, tra le altre, la seconda posizione in Australia. In seguito al primo singolo la promozione dell'album è stata diversificata tra i vari mercati. In quello australiano è stato pubblicato il brano Don't Wanna Go to Bed Now, dove ha raggiunto appena la ventottesima posizione, mentre in Europa è stato pubblicato Save the Lies, in seguito pubblicato anche nel mercato australiano, che ha raggiunto la trentatreesima posizione in Regno Unito. Successivamente è stato pubblicato Sanctuary, precisamente il 10 novembre 2008, riscuotendo però scarso successo nelle classifiche.
Come ultimo singolo estratto, in occasione del Natale, è stata pubblicata la cover Warm This Winter , brano originariamente interpretato da Connie Francis che ha raggiunto la ventiduesima posizione della classifica britannica.
In seguito a questi ultimi singoli è terminata la promozione dell'album, pubblicato anche in versione deluxe a fine anno, dal quale di fatto è stato lanciato solo un singolo di gran successo, Sweet About Me.
Nel 2009 la cantante ha inciso una cover del brano How Can I Tell You di Cat Stevens per la compilation 50 Years of Island Records, compilation celebrativa dei cinquanta anni di attività della Island, casa discografica che pubblica i dischi della cantante. Nello stesso anno la cantante ha eseguito delle esibizioni dal vivo in tutto il mondo e duettato con il cantante italo-tedesco Nevio nella canzone Non ti aspettavo (Libertà), cantata in lingua italiana e inglese e inserita nell'album Due di Nevio.

### Ten, il secondo album
Nel gennaio del 2010 è stato diffuso in radio il singolo On a Mission, la cui prima pubblicazione come singolo promozionale è avvenuta il 25 gennaio per l'etichetta discografica Island. Il singolo ha riscosso un discreto successo in alcuni paesi e ha anticipato l'uscita del secondo album di inediti della cantante, Ten, pubblicato il 22 marzo 2010.
La cantante, sul finire dello stesso mese, ha cantato l'inno nazionale australiano alla vigilia del gran premio d'Australia, mentre il mese successivo ha annunciato il titolo del secondo estratto dall'album, Hearts Don't Lie, il cui video è stato presentato nella prima metà di maggio del 2010. Nonostante il discreto successo del precedente, questo singolo non è entrato nelle classifiche di vendita.
Come terzo singolo estratto dall'album è stata scelta la ballata Defender, di cui è stato realizzato un video, la cui pubblicazione è avvenuta in Gran Bretagna il 22 agosto 2010 insieme a un altro brano, Magic Carpet Ride, brano realizzato dalla cantante per la colonna sonora del film Soulboy.

### The Sting, il terzo album
Il 20 gennaio 2012 viene pubblicato in rete un videoclip musicale della versione acustica di un brano intitolato Vicious Love, che viene presentato come un piccolo assaggio dell'imminente terzo album della cantante. Il brano mostra evidenti influenze blues, totalmente in contrasto col sound dance-pop del precedente disco. Gabriella annuncia definitivamente la rottura con la Island Records, dalla quale ha dichiarato di essersi sentita sotto pressione durante l'era Ten nell'adottare un'immagine più "sexy". Ha anche dichiarato al quotidiano Herald Sun che i risultati commerciali poco brillanti del suo secondo disco l'hanno spronata a "svegliarsi" e a farle capire l'importanza di prendere una posizione netta nel disco che si vuole realizzare e di non compromettere mai più la propria immagine o la propria musica.
Il 15 marzo 2013 viene pubblicato il videoclip del brano Sweeter In History, girato in Italia, precisamente a Cassino e Valvori; alcune scene sono state girate presso il piccolo santuario della Madonna del Carmine di Acquafondata.
Il primo settembre viene pubblicato The Sting, il primo singolo ufficiale della nuova era, a cui segue il terzo album dallo stesso titolo, pubblicato l'8 novembre 2013 dalla sua etichetta Sweetness Tunes con la collaborazione di Absolute Marketing & Distribution.
L'11 novembre 2013 viene pubblicato il secondo singolo ufficiale: Simmetry.

## Discografia
- 2008 - Lessons to Be Learned
- 2010 - Ten
- 2013 - The Sting

## Premi e nomination
| Anno | Tipo        | Premio                                            | Risultato       |
| ---- | ----------- | ------------------------------------------------- | --------------- |
| 2008 | ARIA Awards | Miglior artista femminile                         | Vincitore/trice |
| 2008 | ARIA Awards | Miglior album pop dell'anno                       | Vincitore/trice |
| 2008 | ARIA Awards | Miglior singolo artista rivelazione dell'anno     | Vincitore/trice |
| 2008 | ARIA Awards | Miglior album artista rivelazione dell'anno       | Vincitore/trice |
| 2008 | ARIA Awards | Singolo dell'anno                                 | Vincitore/trice |
| 2008 | ARIA Awards | Singolo più venduto dell'anno (download digitali) | Vincitore/trice |

## Tour
- 2009 - Lessons To Be Learned Tour
- 2010 - Ten Tour 2010